# Deset důvodů, proč tě nenávidím
Deset důvodů, proč tě nenávidím (v anglickém originále 10 Things I Hate About You) je americká filmová komedie natočená v roce 1999. Je inspirovaná známou Shakespeareovou hrou Zkrocení zlé ženy. Režie se ujal Gil Junger a scénáře Karen McCullah a Kirsten Smith. Hlavní role hrají Julia Stiles, Heath Ledger, Joseph Gordon-Levitt a Larisa Oleynik. Její děj se odehrává na střední škole v Seattlu. Film měl premiéru ve Spojených státech dne 31. března 1999 a dne 2. září 1999 měl premiéru v České republice.

## Obsazení
| Heath Ledger         | Patrick Verona                       |
| Julia Stiles         | Kat Stratfordová                     |
| Joseph Gordon-Levitt | Cameron James                        |
| Larisa Oleynik       | Bianca Stratfordová                  |
| David Krumholtz      | Michael                              |
| Andrew Keegan        | Joey Donner                          |
| Susan May Pratt      | Mandella                             |
| Gabrielle Union      | Chasity                              |
| Larry Miller         | Walter Stratford (otec Kat a Biancy) |

## Přijetí

### Tržby
Film vydělal 38,1 milionů dolarů v Severní Americe a 15,3 milionů dolarů v ostatních oblastech, celkově tak vydělal 53,4 milionů dolarů po celém světě. Rozpočet filmu činil 30 milionů dolarů. Za první víkend docílil druhé nejvyšší návštěvnosti, kdy vydělal 8,3 milionů dolarů.

### Recenze
Na recenzní stránce Rotten Tomatoes získal z 62 započtených recenzí 61 procent s průměrným ratingem 6,1 bodů z deseti. Na Česko-Slovenské filmové databázi snímek získal 70 procent.

### Ocenění a nominace
Film se stal průlomovým pro několik herců, pro Stiles, Ledgera a Gordon-Levitta. Gordon-Levitt, Stiles a Oleynik získali nominaci na cenu Young Star Award v kategorii nejlepší herecký výkon v komedii. Film získal sedm nominací na cenu Teen Choice Awards, a to v kategoriích: objev roku (Stiles), nejlepší filmová komedie, nejvtipnější scéna, nejlepší romantická scéna, nejlepší výbuch vztek, nejlepší zloduch, nejlepší filmový soundtrack. Castingové režisérky Marcia Ross a Donna Morong získaly cenu Casting Society Awards v kategorii nejlepší casting ve filmu. V roce 2000 získala Stiles cenu CFCA Award v kategorii nejslibnější herečka a Filmovou cenu MTV v kategorii Objev roku. Ledger byl nominovaný na cenu MTV v kategorii nejlepší hudební výkon za písničku „Can't Take My Eyes Off You“.

## Adaptace
V červnu roku 1999 nakladatelství Scholastic Corporation vydala novelizaci příběhu adaptovaného Davidem Levithanem. Příběh je stejný jako ve filmu, ale každá kapitola je vyprávěna z pohledu jednotlivých postav, buď Biancy, Camerona, Kat, Patricka nebo Michaela.
V říjnu 2008 stanice ABC Family objednala pilotní díl půl hodinovému komediálnímu stejnojmenném seriálu, inspirovaném filmem. Larry Miller je jediným hercem, který si svou roli zopakoval i v seriálu. Seriál měl premiéru dne 7. července 2009 a po odvysílání první dvacetidílné řady byl zrušen.